# Boonika Bate Doba
Boonika Bate Doba är en låt framförd av Zdob și Zdub. Den är skriven av Mihai Gîncu och Roman Iagupov.
Låten var Moldaviens bidrag i Eurovision Song Contest 2005 i Kiev i Ukraina. I semifinalen den 19 maj slutade den på andra plats med 207 poäng vilket kvalificerade bidraget för finalen den 21 maj. Där slutade det på sjätte plats med 148 poäng.